# Ochthebius adriaticus
Ochthebius adriaticus är en skalbaggsart som beskrevs av Edmund Reitter 1886. Ochthebius adriaticus ingår i släktet Ochthebius och familjen vattenbrynsbaggar.

## Underarter
Arten delas in i följande underarter:
- O. a. moreanus
- O. a. adriaticus
- O. a. pleuralis